# Landkreis Meppen
Landkreis Meppen was tot augustus 1977 een landkreis in Duitsland. Bij de opheffing woonden er 78.400 mensen in het Landkreis.
Voor de oorlog was het onderdeel van de provincie Hannover van Pruisen, na de oorlog werd het deel van  Nedersaksen. In 1977 ging het vrijwel geheel op in de nieuwe Landkreis Emsland.  De oude Landkreis leeft gedeeltelijk nog voort in het rechtsgebied van het Amtsgericht Meppen.
Meppen besloeg het middenste deel van het huidige Emsland. Het ontstond in 1885 door de samenvoeging van de Amten Meppen en Haselünne.

## Indeling in gemeenten
Het aantal gemeenten is in de loop der jaren aanzienlijk afgenomen. In 1930 omvatte het Landkreis nog 63 gemeenten. Na de laatste herindelingsoperatie, in 1974 bleven er nog zes over, die alle als zelfstandige gemeente verdergingen.
Zelfstandige gemeenten
1. Geeste
2. Haren
3. Haselünne
4. Herzlake
5. Meppen
6. Twist